# Thelotrema meridense
Thelotrema meridense är en lavart som beskrevs av Hale 1975. Thelotrema meridense ingår i släktet Thelotrema och familjen Thelotremataceae.   Inga underarter finns listade i Catalogue of Life.